# Калаи-Куф
Калаи-Куф или Калайи-Куф (перс. قلعة کوف‎ — город на северо-востоке Афганистана, административный центр района Куф-Аб провинции Бадахшан. Расположен на реке Куфоб.